# 구드룬 솔랴 야콥센
구드룬 솔랴 야콥센(페로어: Guðrun Sólja Jacobsen, 1982년 7월 11일 ~ )은 페로 제도의 가수이다.